# Rhaponticum scariosum
Il  fiordaliso rapontico  (nome scientifico  Rhaponticum scariosum  Lam., 1778)  è una pianta erbacea, angiosperma dicotiledone, perenne appartenente alla famiglia delle Asteraceae.

## Etimologia
Il nome generico (Rhaponticum) deriva dalla somiglianza delle foglie di alcune specie di questo genere con quelle del genere Rheum (in particolare con la specie Rheum rhaponticum L.) comune in alcune zone dell'Asia occidentale. L'epiteto specifico ( scariosum ) fa riferimento alla particolare forma delle squame dell'involucro.

Il nome scientifico della specie è stato definito dal biologo, zoologo e botanico francese Jean-Baptiste de Lamarck  (1744 – 1829) nella pubblicazione ” Flore Françoise, ou Descriptions Succinctes de Toutes les Plantes qui Croissent Naturellement en France” del 1778.

## Descrizione

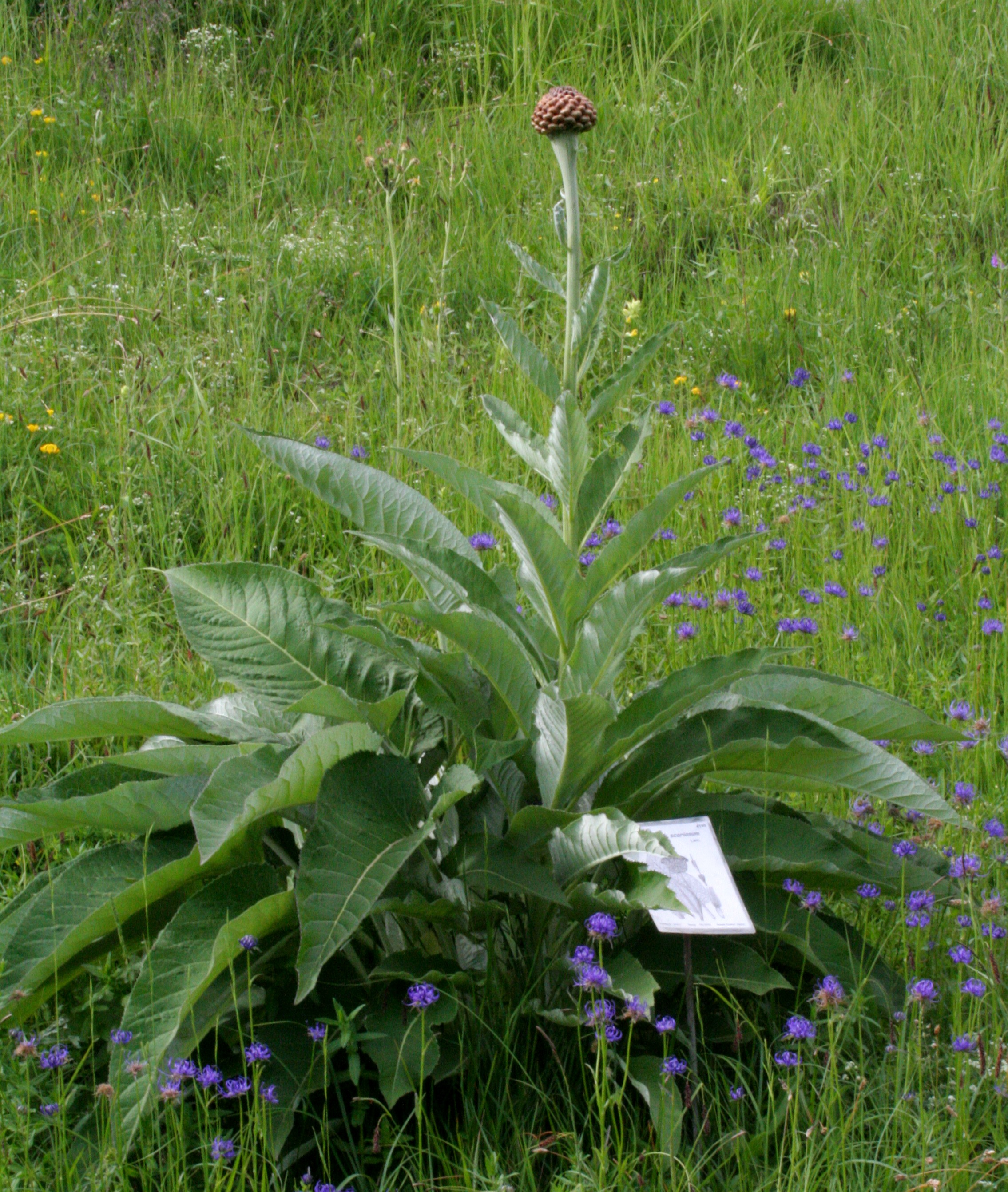
Il portamento
"Giardino Botanico delle Alpi Orientali", Monte Faverghera (BL), 1500 m s.l.m. - 28/06/2008

(La seguente descrizione è relativa alla specie  Rhaponticum scariosum  s.l.; per i dettagli delle varie sottospecie vedere più avanti.)

Il fiordaliso rapontico può arrivare fino a 1,5 metri di altezza (normalmente va da 30 cm a 150 cm). La forma biologica della specie è emicriptofita scaposa ("H scap"): ossia è una pianta perennante tramite gemme posizionate al livello del terreno con fusto allungato e mediamente poco foglioso.

### Radici
Le radici sono secondarie da rizoma.

### Fusto
- Parte ipogea: la parte sotterranea consiste in un rizoma.
- Parte epigea: la parte aerea del fusto è ascendente, tubulosa, allungata, semplice e poco fogliosa nella parte alta. La superficie del fusto è striata e ricoperta di peli ragnatelosi (nelle parti giovani). Sotto il capolino il fusto è ingrossato (diametro di 1 – 2 cm).

### Foglie

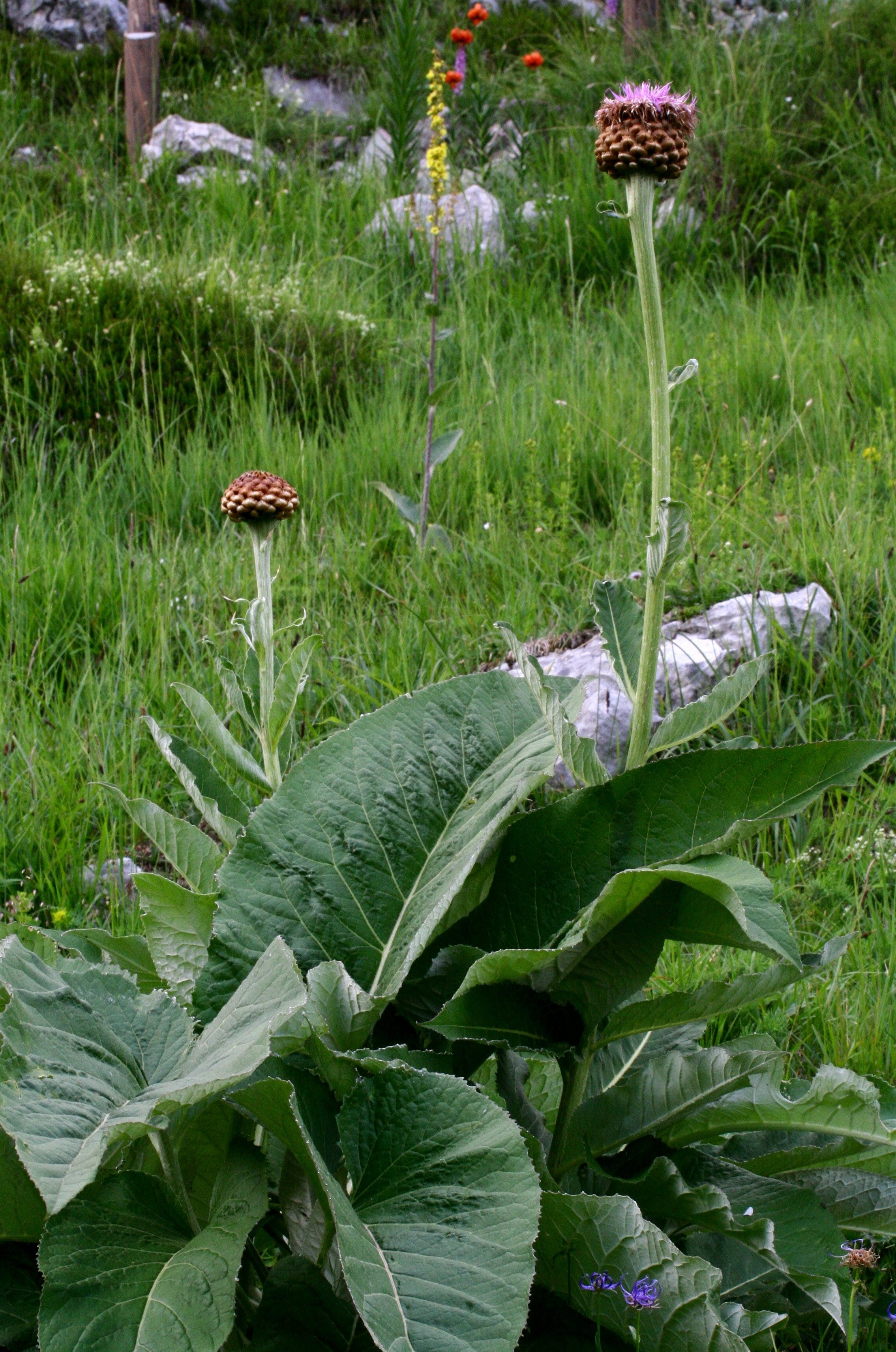
Le foglie
"Giardino Botanico delle Alpi Orientali", Monte Faverghera (BL), 1500 m s.l.m. - 23/06/2007

Le foglie basali hanno generalmente una lamina intera a forma lanceolata-astata con picciolo allungato. Le foglie cauline sono lanceolate e progressivamente minori; quelle superiori sono quasi sessili. La pagina inferiore della lamina è bianco- tomentosa, mentre quella superiore è verde. Dimensione delle foglie basali: larghezza 20 cm; lunghezza 30 – 40 cm. Dimensione delle foglie cauline: larghezza 3 – 6 cm; lunghezza 10 – 22 cm.

### Infiorescenza

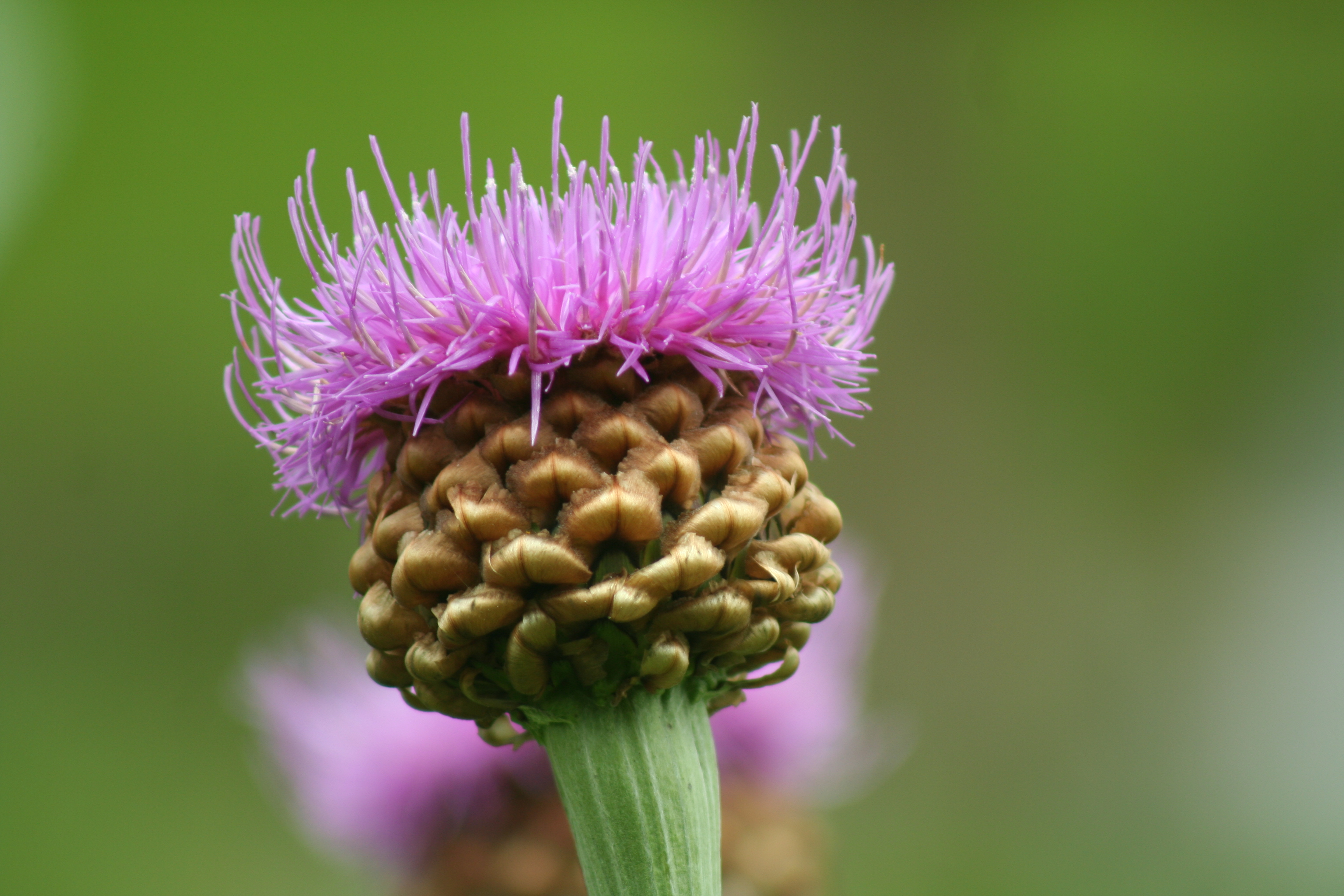
Il capolino
"Giardino Botanico delle Alpi Orientali", Monte Faverghera (BL), 1500 m s.l.m. - 21/06/2011

Le infiorescenze si compongono di un grosso e unico capolino a forma emisferica. I capolini sono formati da un involucro composto da diverse brattee (o squame) con appendice membranosa (scariosa), bruna e frangiata (a volte è divisa in 2 – 3 lobi flabellati), disposte su più serie in modo embricato all'interno del quale un ricettacolo con pagliette fa da base ai fiori. Dimensione del capolino: 5 – 7 cm.

### Fiore

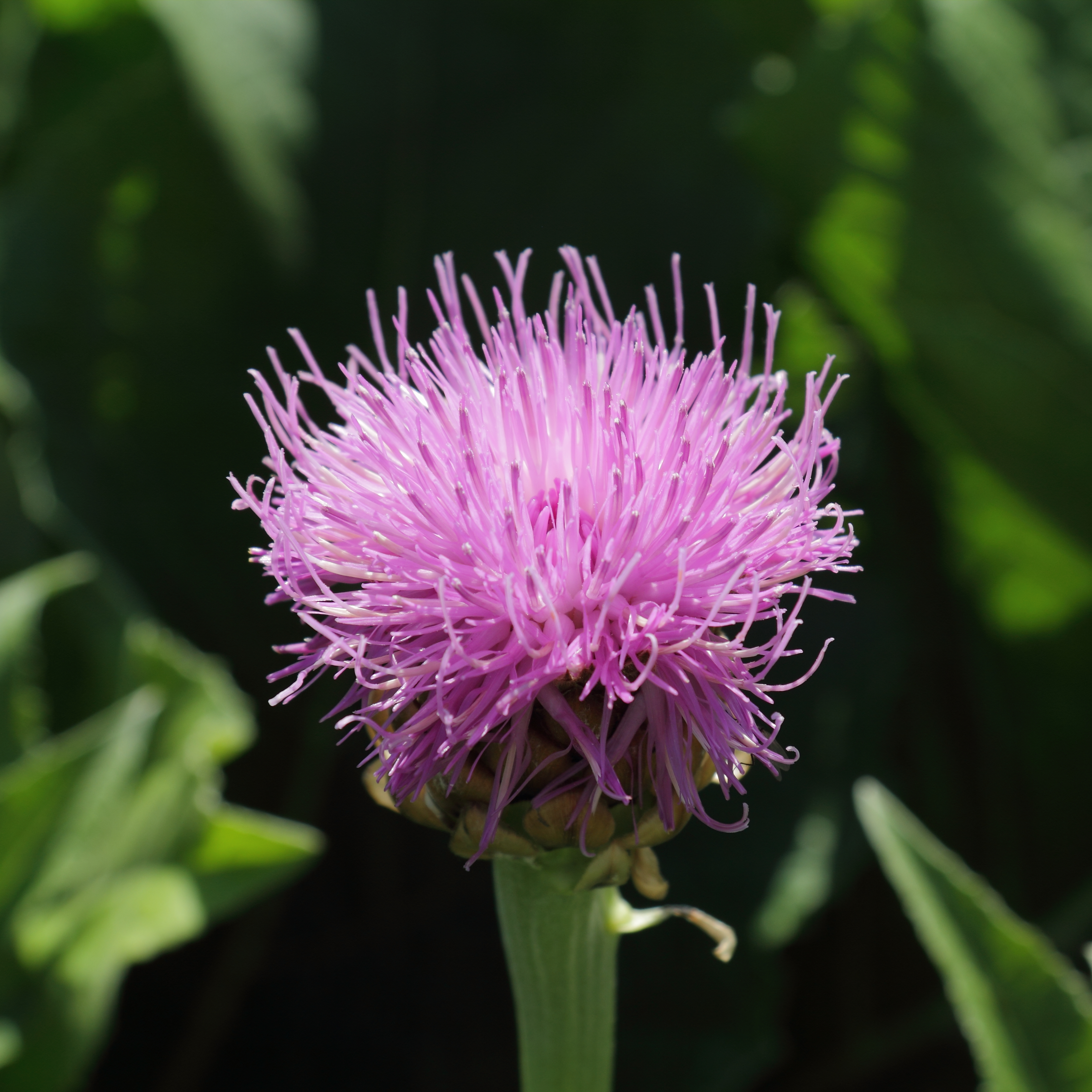
I fiori tubulosi

I fiori sono tutti del tipo tubuloso (il tipo ligulato, i fiori del raggio, presente nella maggioranza delle Asteraceae,  qui è assente), sono ermafroditi e sono inoltre tetra-ciclici (sono presenti 4 verticilli: calice – corolla – androceo – gineceo) e pentameri (ogni verticillo ha 5 elementi).
- Formula fiorale:

- /x K {\displaystyle \infty }, [C (5), A (5)], G 2 (infero), achenio

- Calice: i sepali del Calice sono ridotti ad una coroncina di squame.
- Corolla: la corolla è tubulosa con apice a 5 lobi. Il colore della corolla è purpureo.
- Androceo: gli stami sono 5 con filamenti liberi, papillosi e pubescenti e le antere saldate in un manicotto circondante lo stilo.[12]
- Gineceo: gli stigmi dello stilo sono due divergenti; l'ovario è infero uniloculare formato da 2 carpelli.[12]
- Fioritura: da giugno ad agosto.

### Frutti
I frutti sono degli acheni marrone con pappo a setole piumose denticolate, quelle esterne sono minori di quelle interne; il pappo è persistente. Dimensione dell'achenio: 3  – 4 mm.

## Biologia
- Impollinazione: l'impollinazione avviene tramite insetti (impollinazione entomogama).
- Riproduzione: la fecondazione avviene fondamentalmente tramite l'impollinazione dei fiori (vedi sopra).
- Dispersione: i semi cadendo a terra (dopo essere stati trasportati per alcuni metri dal vento per merito del pappo – disseminazione anemocora) sono successivamente dispersi soprattutto da insetti tipo formiche (disseminazione mirmecoria).

## Distribuzione e habitat
- Geoelemento: il tipo corologico (area di origine) è "Endemico (Alpico)".
- Distribuzione: è una specie rara e si trova solo nelle Alpi.
- Habitat:  l'habitat preferito per queste piante sono i pascoli alpini e i pendii sassosi.
- Distribuzione altitudinale: sui rilievi, in Italia, queste piante si possono trovare da 750 fino a 2.500 m s.l.m..

## Tassonomia
La famiglia di appartenenza di questa voce (Asteraceae o Compositae, nomen conservandum) probabilmente originaria del Sud America, è la più numerosa del mondo vegetale, comprende oltre 23.000 specie distribuite su 1.535 generi, oppure 22.750 specie e 1.530 generi secondo altre fonti (una delle checklist più aggiornata elenca fino a 1.679 generi). La famiglia attualmente (2021) è divisa in 16 sottofamiglie.
La tribù Cardueae (della sottofamiglia Carduoideae) a sua volta è suddivisa in 12 sottotribù (la sottotribù Centaureinae è una di queste).

### Filogenesi
La classificazione della sottotribù rimane ancora problematica e piena di incertezze. Il genere di questa voce è inserito nel gruppo tassonomico informale Rhaponticum Group formato da 7 generi. La posizione filogenetica di questo gruppo nell'ambito della sottotribù è abbastanza "basale" tra i gruppi informali Volutaria Group e Serratula Group.
La tassonomia di questo genere ha subito più di qualche modifica nel corso di questi ultimi tempi. Inizialmente Linneo aveva descritto le specie nel genere  Centaurea. Più tardi alcune specie sono state trasferite nel genere Leuzea. La circoscrizione del "Rhaponticum Group" è confermata anche da studi di tipo filogenetico. Tuttavia alcune checklist propongono ancora le specie del genere Rhaponticum all'interno del genere Leuzea e altre considerano Rhaponticum un sinonimo di Centaurea.
Il genere Rhaponticum è suddiviso in due cladi fortemente supportati: il clade Orientale e quello Occidentale. In quest'ultimo sono inserite le specie della flora italiana.
Anche la tassonomia della specie Rhaponticum scariosum ha subito delle modifica. Inizialmente era descritta nel genere  Centaurea con il nome di Centaurea scariosa (Lam.) Rouy. Pignatti nella sua ”Flora d‘Italia”  la descrive come appartenente al genere Rhaponticum con il nome di R. scariosum Lam.. Solamente con le ultime ricerche filogenetiche le specie del genere Leuzea sono state incluse nel più comprensivo genere Rhaponticum (zona centrale del “Clade occidentale”). Tuttavia alcune checklist considerano ancora controversa la collocazione della specie R. scariosum all'interno del genere Rhaponticum.
Il numero cromosomico di R. scariosum è: 2n = 26.

### Descrizione sottospecie italiane
Rhaponticum è un gruppo difficile per la sua distribuzione frammentata e quindi la tendenza a formare tipi localizzati. Inoltre la confusione nomenclaturale non aiuta. In Italia allo stato spontaneo sono presenti due sottospecie qui di seguito descritte.

#### Sottospecierhaponticum

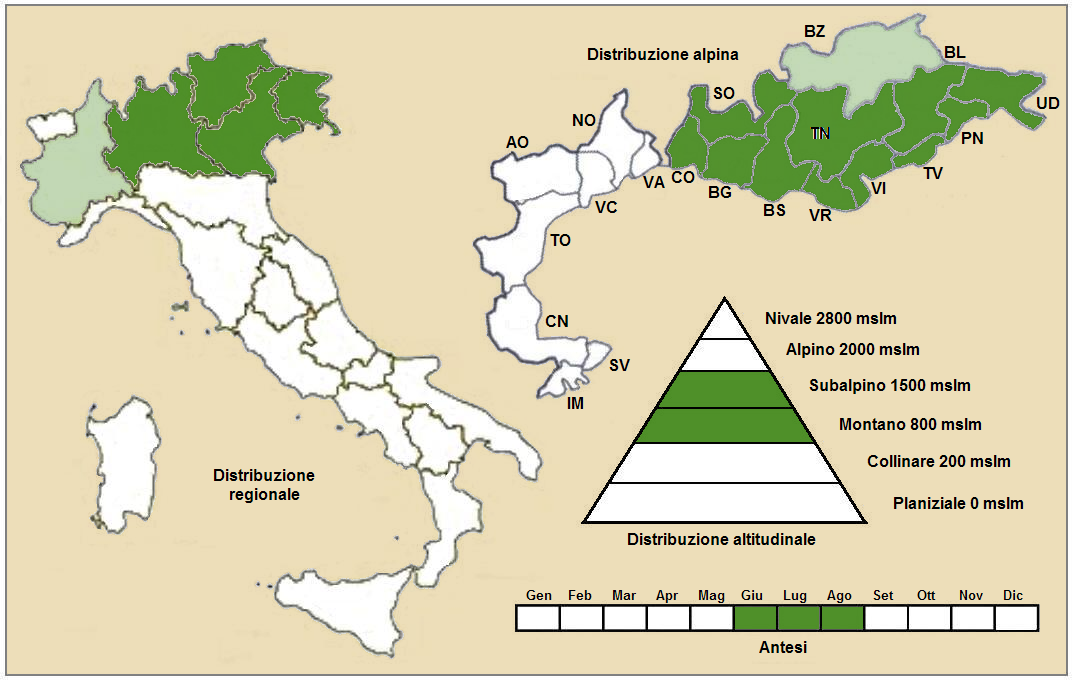
Distribuzione della sottospecie rhaponticum (Distribuzione regionale – Distribuzione alpina)

- Nome scientifico: Rhaponticum scariosum Lam. subsp. rhaponticum  (L.) Greuter.
- Descrizione: la lamina delle foglie basali è intera con contorno da lanceolato a ovato (la base si restringe bruscamente); il diametro del capolino al massimo può arrivare fino a 10 cm (minimo 6 cm).
- Fioritura: da giugno a agosto.
- Geoelemento: il tipo corologico (area di origine) è "Endemico - Alpico".
- Distribuzione: in Italia la sottospecie rhaponticum si trova (raramente) solo al Nord, parte orientale; fuori dai confini italiani, sempre nelle Alpi, è presente in Svizzera (cantoni Ticino e Grigioni), in Austria (Länder del Tirolo Settentrionale) e in Slovenia.
- Habitat: l'habitat tipico per questa sottospecie sono i pascoli alpini e i pendii sassosi; ma anche i megaforbieti e popolamenti a felci; il substrato preferito è calcareo ma anche calcareo/siliceo con pH basico, alti valori nutrizionali del terreno che deve essere mediamente umido.
- Distribuzione altitudinale: queste piante si trovano circa dai 750 fino ai 2000 m s.l.m.; da un punto di vista altitudinale frequentano quindi il piano vegetazionale montano e quello subalpino.
- Fitosociologia: dal punto di vista fitosociologico alpino la sottospecie di questa voce appartiene alla seguente comunità vegetale:[22]

Formazione: delle comunità delle macro- e megaforbie terrestri
Classe: Mulgedio-Aconitetea
Ordine: Calamagrostietalia villosae
Alleanza: Calamagrostion arundinaceae
- Sistematica: nella “Flora Alpina” di D. Aeschimann e al. (2004)[22]  questa entità è denominata Stemmacantha rhapontica subsp. rhapontica (L.) Dittrich in Candollea, 1984, mentre in altre checklist[23] è denominata Rhaponticum scariosum Lam. subsp. rhaponticum (L.) Greuter.

#### Sottospecielamarckii

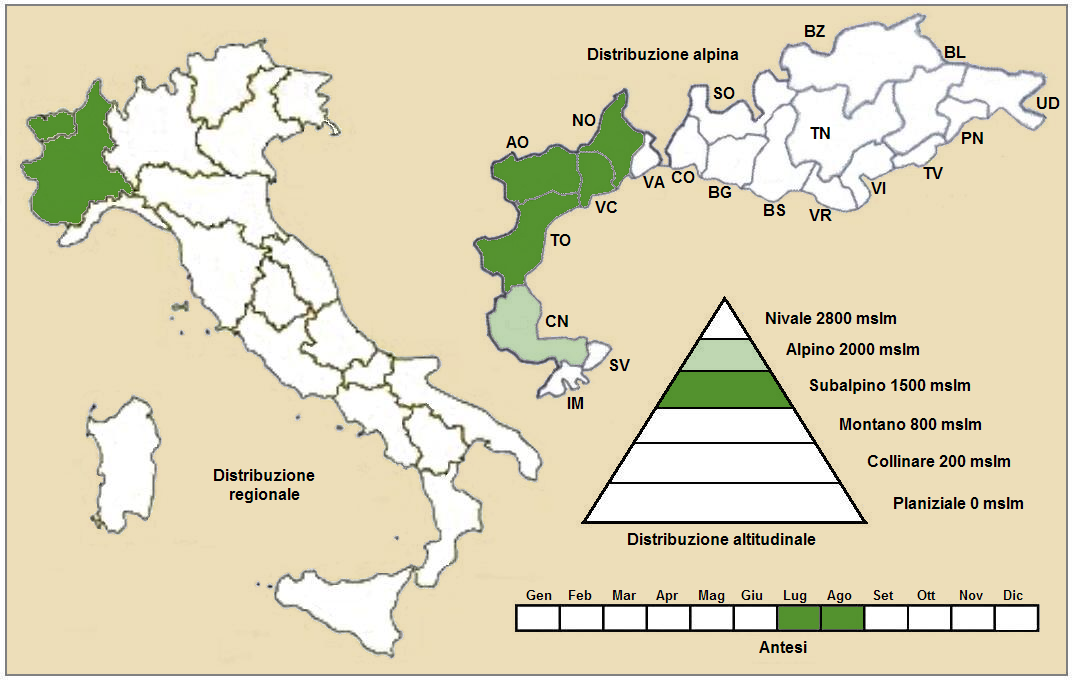
Distribuzione della sottospecie lamarckii (Distribuzione regionale – Distribuzione alpina)

- Nome scientifico: Rhaponticum scariosum Lam. subsp. lamarckii (Dittrich.) Greuter.
- Descrizione: il fusto è lungamente nudo fin sotto il capolino; lunghezza media del fusto: 3 – 15 dm; le foglie in prevalenza sono riunite alla base del fusto; quelle basali hanno una lamina intera da lanceolata a ovata e progressivamente ristretta verso la base; la parte abassiale della lamina è decisamente grigio-tomentosa; il diametro dell'involucro è di 5 – 7 cm; le squame sono più o meno acute.
- Fioritura: da luglio a agosto.
- Geoelemento: il tipo corologico (area di origine) è "Ovest - Alpino".
- Distribuzione: in Italia la sottospecie  lamarckii si trova (raramente) solo al Nord, parte occidentale; fuori dai confini italiani, sempre nelle Alpi, è presente in Francia (dipartimenti di Hautes-Alpes, Isère, Savoia e Alta Savoia) e in Svizzera (cantoni Berna, Vallese e Ticino).
- Habitat: l'habitat tipico per questa sottospecie sono i pascoli alpini e i pendii sassosi su silice; ma anche i megaforbieti e popolamenti a felci; il substrato preferito è calcareo/siliceo o siliceo con pH acido, alti valori nutrizionali del terreno che deve essere mediamente umido.
- Distribuzione altitudinale: queste piante si trovano circa dai 1500 fino ai 2500 m s.l.m.; da un punto di vista altitudinale frequentano quindi il piano vegetazionale subalpino e in parte quello alpino.
- Fitosociologia: dal punto di vista fitosociologico alpino la sottospecie di questa voce appartiene alla seguente comunità vegetale:[22]

Formazione: delle comunità delle macro- e megaforbie terrestri
Classe: Mulgedio-Aconitetea
Ordine: Calamagrostietalia villosae
Alleanza: Calamagrostion arundinaceae
- Sistematica: nella “Flora Alpina” di D. Aeschimann e al. (2004)[22]  questa entità è denominata Stemmacantha rhapontica subsp.  lamarckii  Dittrich in Candollea, 1990, mentre in altre checklist[24] è denominata Rhaponticum scariosum Lam. subsp. scariosum.

### Sinonimi
Questa entità ha avuto nel tempo diverse nomenclature. L'elenco seguente indica alcuni tra i sinonimi più frequenti:
- Centaurea rhapontica L.
- Centaurea scariosa (Lam.) Rouy
- Leuzea rhapontica (L.) J. Holub
- Leuzea rhapontica (L.) J. Holub subsp. heleniifolia (Godr. & Gren.) Holub
- Leuzea rhapontica (L.) J. Holub subsp. rhapontica (sinonimo della sottospecie scariosum)
- Rhaponticum scariosum L. subsp. heleniifolium (Godr. & Gren.) Nyman
- Rhaponticum scariosum L. subsp. lamarckii (Dittrich) Greuter
- Rhaponticum scariosum L. subsp. lyratum (Bellardi) Hayek
- Serratula rhapontica (L.) DC.
- Stemmacantha lamarckii Landolt
- Stemmacantha rhapontica (L.) Dittrich subsp. lamarckii Dittrich
- Stemmacantha rhapontica (L.) Dittrich subsp. rhapontica

## Altre notizie
La Centaurea rapontica in altre lingue viene chiamata nei seguenti modi:
- (DE)  Gewöhnliche Bergscharte
- (FR)  Stemmacanthe rhapontique